# Hundeschokolade
Bei Hundeschokolade handelt es sich um ein der echten Schokolade ähnliches Leckerli, das speziell auf Hunde ausgerichtet ist. Sie enthält einen reduzierten Kakaoanteil und besitzt einen geringeren Zuckergehalt. Manchmal sind ihr weitere Zusatzstoffe wie Vitamine o. ä. hinzugefügt. Wesentliche Inhaltsstoffe sind Milch und Molkereierzeugnisse, Öle und Fette, Zucker, Kakao sowie pflanzliche Nebenerzeugnisse.
Herkömmliche Schokolade enthält das im Kakao vorkommende Purinalkaloid Theobromin. Diese Substanz kann von Haustieren, vor allem von Hunden, Katzen, Vögeln und auch Pferden, nur sehr langsam abgebaut werden, und kann schon nach dem Verzehr kleiner Mengen zu einer Theobrominvergiftung führen, die nach anfänglichem Durchfall und Erbrechen mit schweren neurologischen Symptomen bis hin zum Tod verbunden sein kann (siehe auch: Abschnitt Schokolade und Haustiere im Artikel Schokolade). Bei Hundeschokolade ist dieser Stoff signifikant reduziert worden.
Wie bei allen Leckerli ist aber dennoch Vorsicht geboten, da Zucker für Hunde schädlich ist und zuckerhaltige Futtermittel deshalb nur in Maßen oder gar nicht zur Anwendung kommen sollten.